# Suicide Squad (Film)
Suicide Squad (englisch für „Selbstmordkommando“) ist ein US-amerikanischer Actionfilm aus dem Jahr 2016, der als Comicverfilmung auf dem gleichnamigen Antiheldenteam, Suicide Squad, des Verlages DC Comics basiert. Nach Man of Steel und Batman v Superman: Dawn of Justice ist Suicide Squad der dritte Film des DC Extended Universe. Filmstart in den Vereinigten Staaten war am 5. August 2016, in Deutschland kam er am 18. August 2016 in die Kinos.

## Handlung
Amanda Waller stellt für die US-Regierung ein Team zusammen, das bei hochriskanten Aufträgen ohne Rücksicht auf Verluste eingesetzt werden soll und deshalb aus gefährlichen Verbrechern besteht: der gestörten Harley Quinn, dem Profikiller Deadshot, dem pyrokinetischen Ex-Gangster El Diablo, dem Dieb Captain Boomerang, dem kannibalischen Killer Croc und dem Söldner Slipknot. Alle werden im Belle-Reve-Gefängnis rekrutiert, unter das Kommando von Oberst Rick Flag gestellt und mit einem explosiven Nano-Implantat versehen, durch das sie bei Ungehorsam getötet werden können.
Flags Freundin, die Archäologin Dr. June Moone, ist besessen von einer Hexen-Göttin, der Enchantress. Mit einer Horde von Monstern erschafft sie eine Waffe und ruft dabei ihren Bruder Incubus zu Hilfe. Unter der Vorgabe, dass es sich dabei um einen terroristischen Angriff auf Midway City handele, entsendet Waller ihr Team, das Suicide Squad.
Zu ihnen stößt Katana, die ein mystisches Samurai-Schwert führt und Flag als Bodyguard dient. Während Slipknot bei seinem Fluchtversuch durch das Bombenimplantat getötet wird, gelingt es Harley, das ihre unschädlich machen zu lassen, und sie entkommt in einem von Joker gekaperten Helikopter. Dieser wird jedoch auf der Stelle abgeschossen, und während Harley sich noch retten kann, scheint Joker beim Absturz ums Leben gekommen zu sein.
Den Gehilfen der Enchantress gelingt es, Waller zu entführen. Daraufhin entlässt Flag das Team aus seinem Auftrag. Allerdings folgt es ihm dennoch und spürt die Enchantress und Waller in einem überfluteten U-Bahnhof auf. Im Endkampf opfert sich El Diablo, um Incubus über einer Bombe festzuhalten.
Im Kampf gegen die Enchantress hingegen unterliegt das Suicide Squad. Als diese sie auffordert, sich ihr zu unterwerfen, nähert sich Harley ihr, allerdings nur, um ihr das Herz herauszuschneiden. Killer Croc wirft Sprengstoff in die weltzerstörende Waffe der Enchantress und Deadshot bringt diese mit einem Schuss zur Explosion. Flag ergreift das herausgetrennte Herz der Enchantress, zerquetscht es und befreit dadurch June. Nachdem sie ihre Mission somit erfolgreich ausgeführt haben, erhalten die Squad-Mitglieder Haftverkürzung und weitere Privilegien. Zurückgekehrt ins Belle-Reve-Gefängnis wird Harley von Joker befreit, der den Hubschrauberabsturz überlebt hat.
In einer Mid-Credit-Szene ist Bruce Wayne alias Batman zu sehen, wie er mit Amanda Waller über die Gründung der Justice League spricht und droht, in Zukunft die Aufgaben Wallers zu übernehmen.

## Produktion

### Hintergrund
Die ersten Planungen zu einer Realverfilmung des Antiheldenteams Suicide Squad reichen zurück bis Februar 2009. Damals war geplant, dass Dan Lin und Stephen Gilchrist als Produzent und Co-Produzent fungieren, während Justin Marks das Drehbuch verfassen sollte. Allerdings wurde der Film mit diesem Stab nie realisiert. Im September 2014 kündigte Warner Bros. einen Film über das Suicide Squad an, der unter der Regie von David Ayer entstehen und 2016 erscheinen sollte. Ayer sollte zudem das Drehbuch schreiben. Am 15. Oktober 2014 bestätigte Warner Bros. diese Informationen noch einmal im Rahmen der Ankündigung einer ganzen Reihe von Filmen für das mit Man of Steel gestartete Filmuniversum auf Basis der DC-Comics. 2014 erschien zudem mit dem Zeichentrickfilm Batman: Assault on Arkham die erste filmische Darstellung des Suicide Squads, wobei diese nicht im DC-Kinofilmuniversum, sondern im Arkham-Universum angesiedelt ist. Zudem war das Suicide Squad bereits in den Fernsehserien Arrow und Justice League Unlimited, die ebenfalls in zwei weiteren Paralleluniversen angesiedelt sind, in audiovisuellen Medien zu sehen.

### Besetzung
Im Oktober 2014 wurde Will Smith, Tom Hardy, Margot Robbie sowie Ryan Gosling jeweils eine Rolle für den Film angeboten. Gosling lehnte jedoch die Rolle als Joker ab, da er keinen Vertrag über mehrere Filme unterzeichnen wollte. Stattdessen kam Jared Leto für diese Rolle ins Gespräch. Ende 2014 bestätigte Warner Bros. die Rollen von Smith als Deadshot, Hardy als Rick Flag, Robbie als Harley Quinn, Leto als Joker sowie von Jai Courtney als Captain Boomerange und Cara Delevingne als Enchantress.
Hardy, der bereits 2012 in The Dark Knight Rises mit Bane einen Schurken aus dem DC-Universum verkörpert hatte, lehnte seine Rolle als Rick Flag jedoch im Nachhinein aus zeitlichen Gründen ab, da sich die Dreharbeiten zu The Revenant – Der Rückkehrer verzögerten. An seiner Stelle kam unter anderem Joel Kinnaman für die Rolle ins Gespräch und wurde schließlich auch verpflichtet. Zuvor wurde auch Jake Gyllenhaal die Rolle angeboten, der jedoch verzichtete. Zusätzlich waren Viola Davis, Octavia Spencer und Oprah Winfrey für die Rolle der Amanda Waller im Gespräch. Letztendlich wurde Davis für die Darstellung der Figur gecastet, die zuvor offenkundiges Interesse an der Rolle gezeigt hatte. Am 31. März 2015 wurde bekannt, dass Adewale Akinnuoye-Agbaje die Rolle von Killer Croc übernimmt und Karen Fukuhara Katana verkörpert.
Im selben Monat wurde die Mitwirkung des Boxers Raymond Olubawale und von Scott Eastwood bekannt. Im Folgemonat wurde öffentlich, dass auch Adam Beach, Ike Barinholtz sowie Jim Parrack für eine Rolle in Suicide Squad unterzeichnet hatten. Im Mai 2015, bereits während der Dreharbeiten, wurde zudem ein Double Ben Afflecks als Batman verkleidet am Set gesehen.

Besetzung
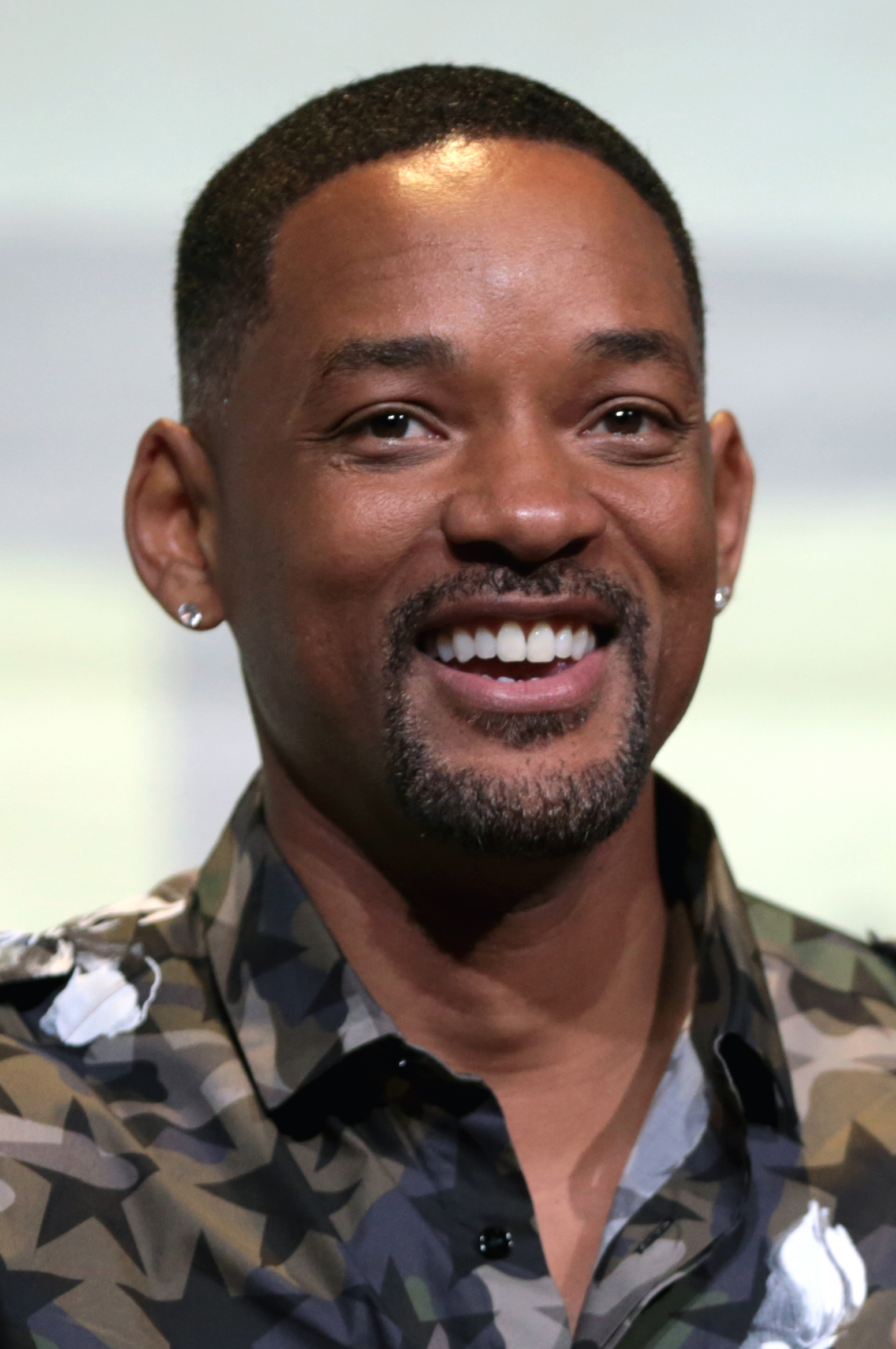
Will Smith verkörpert Deadshot
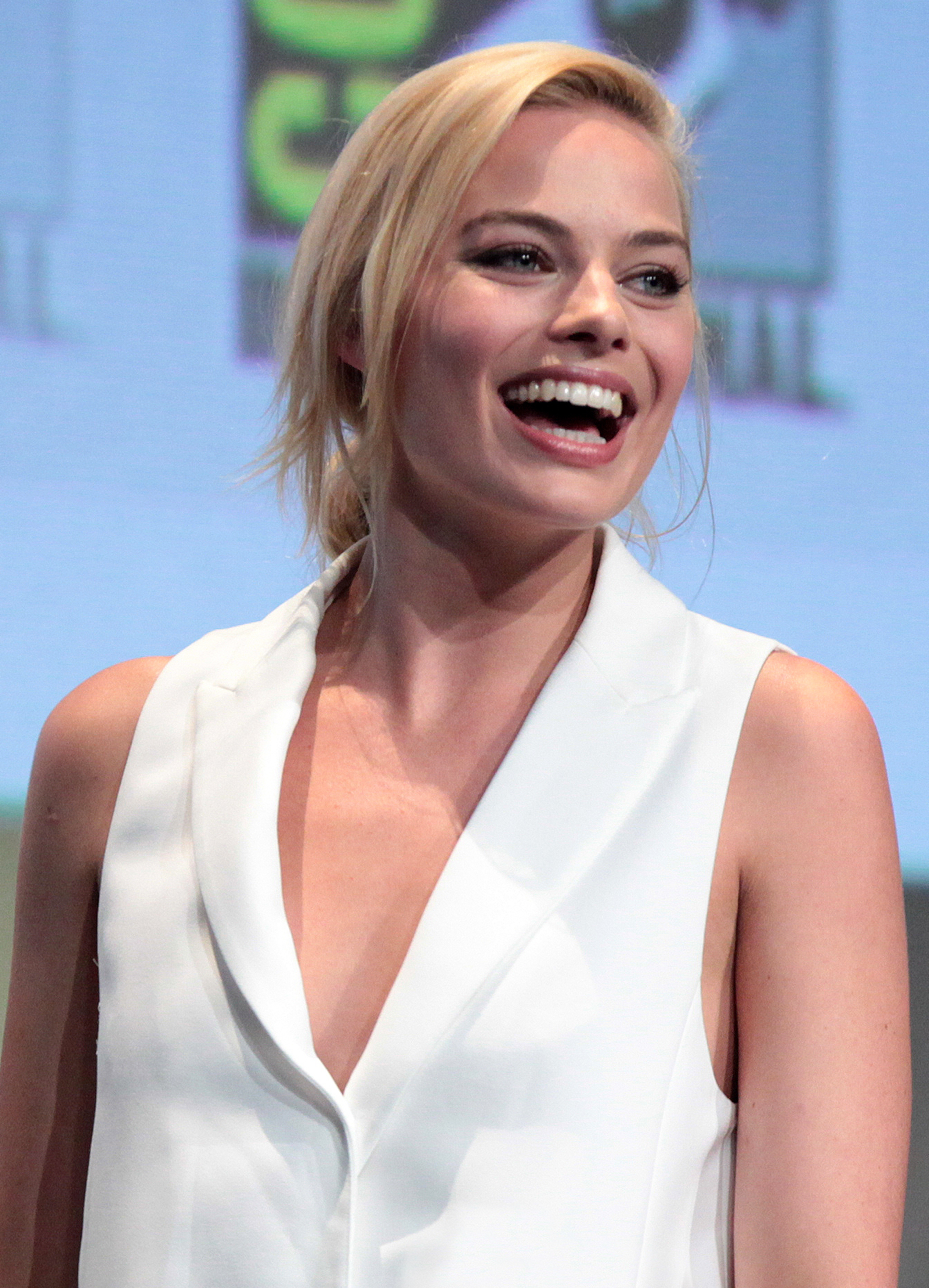
Margot Robbie verkörpert Harley Quinn
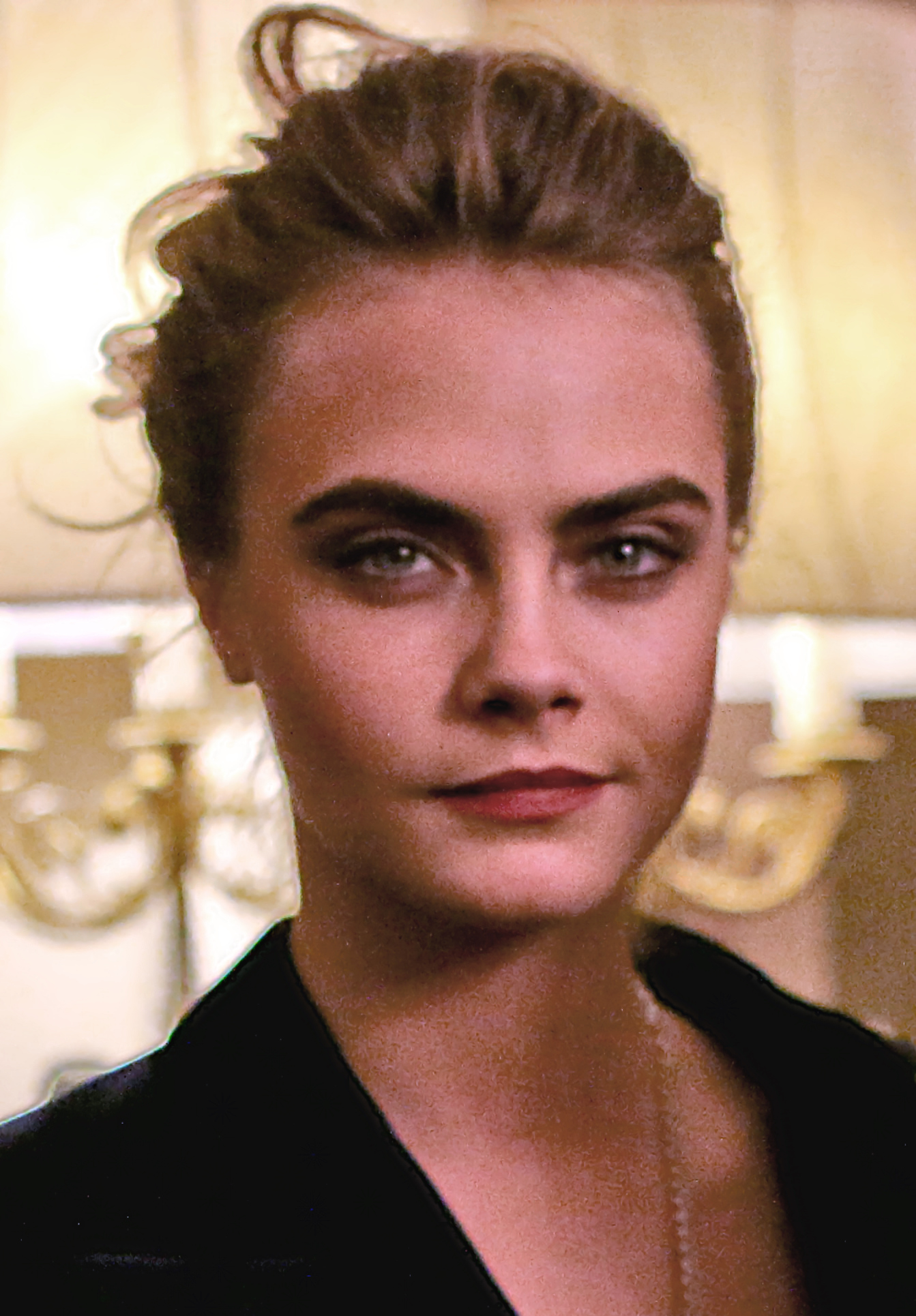
Cara Delevingne verkörpert Enchantress
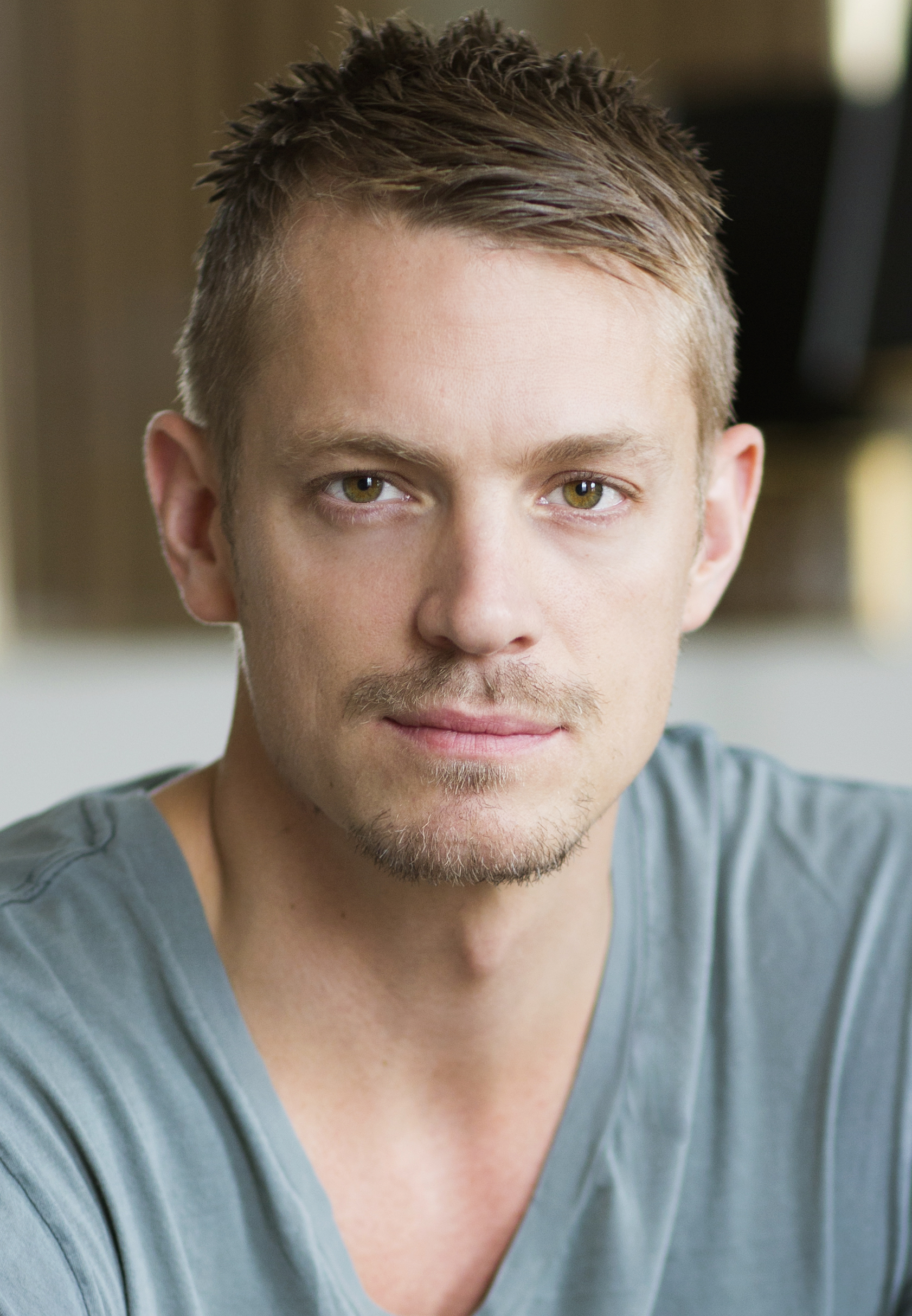
Joel Kinnaman verkörpert Rick Flag
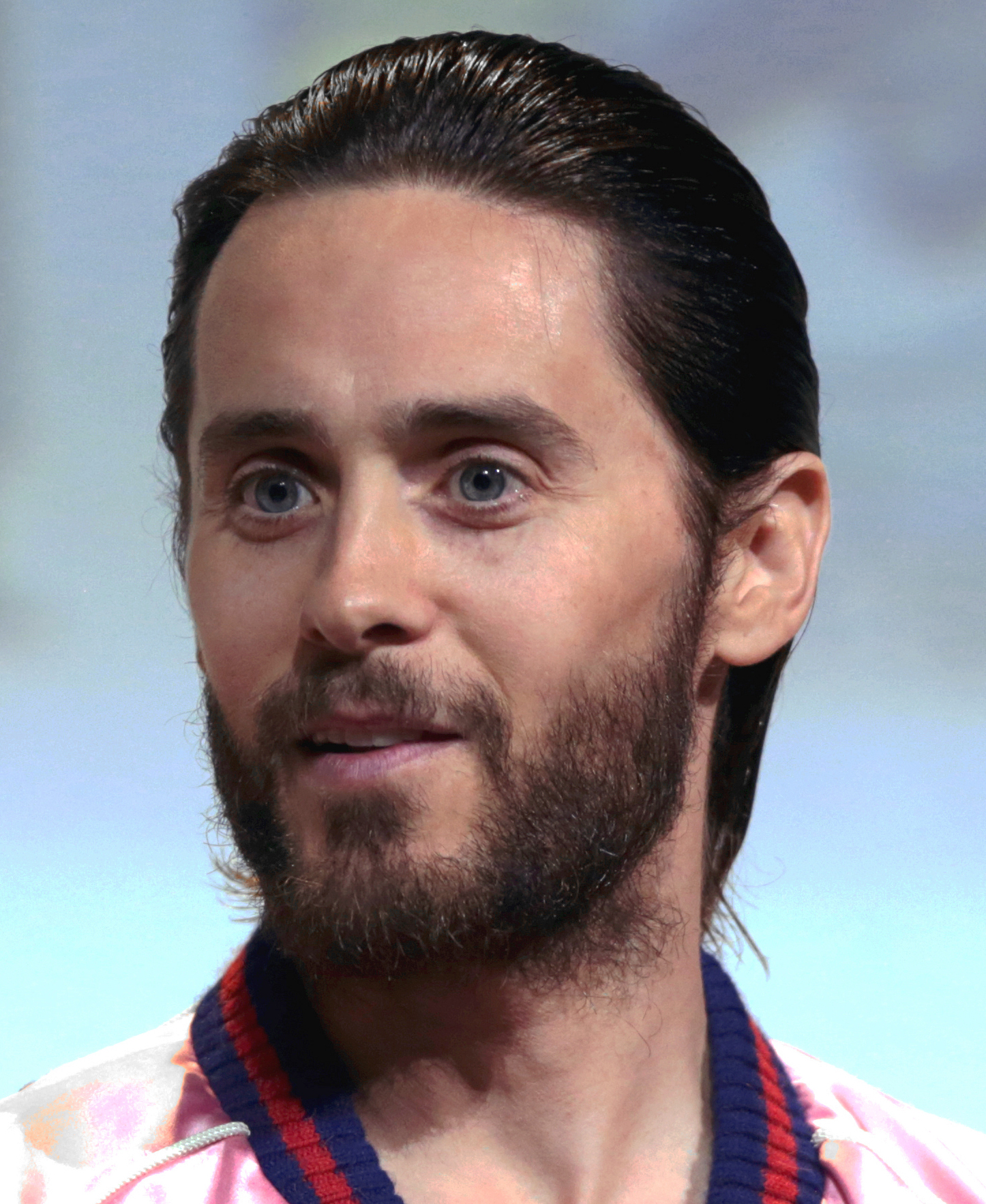
Jared Leto verkörpert den Joker
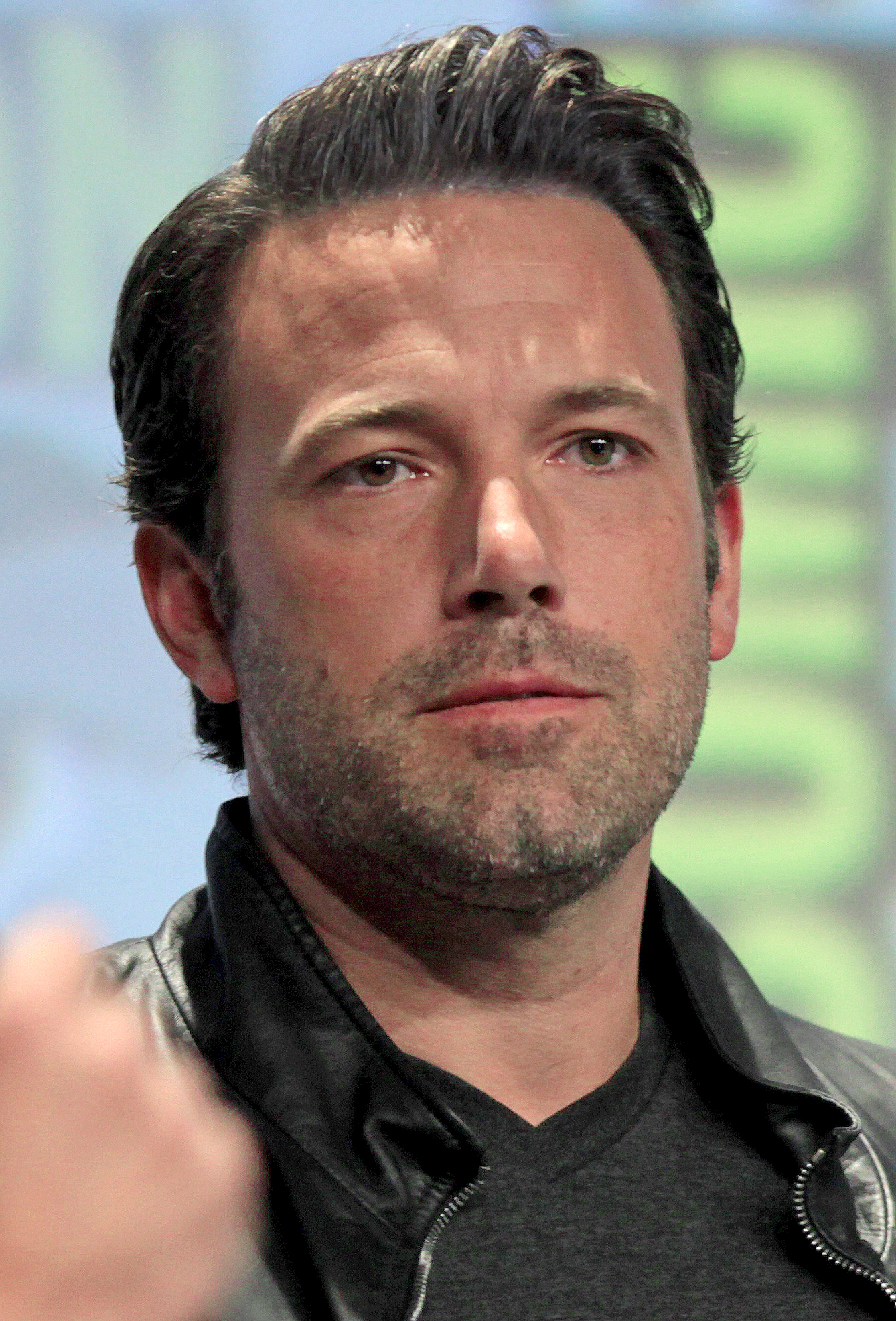
Ben Affleck verkörpert Batman
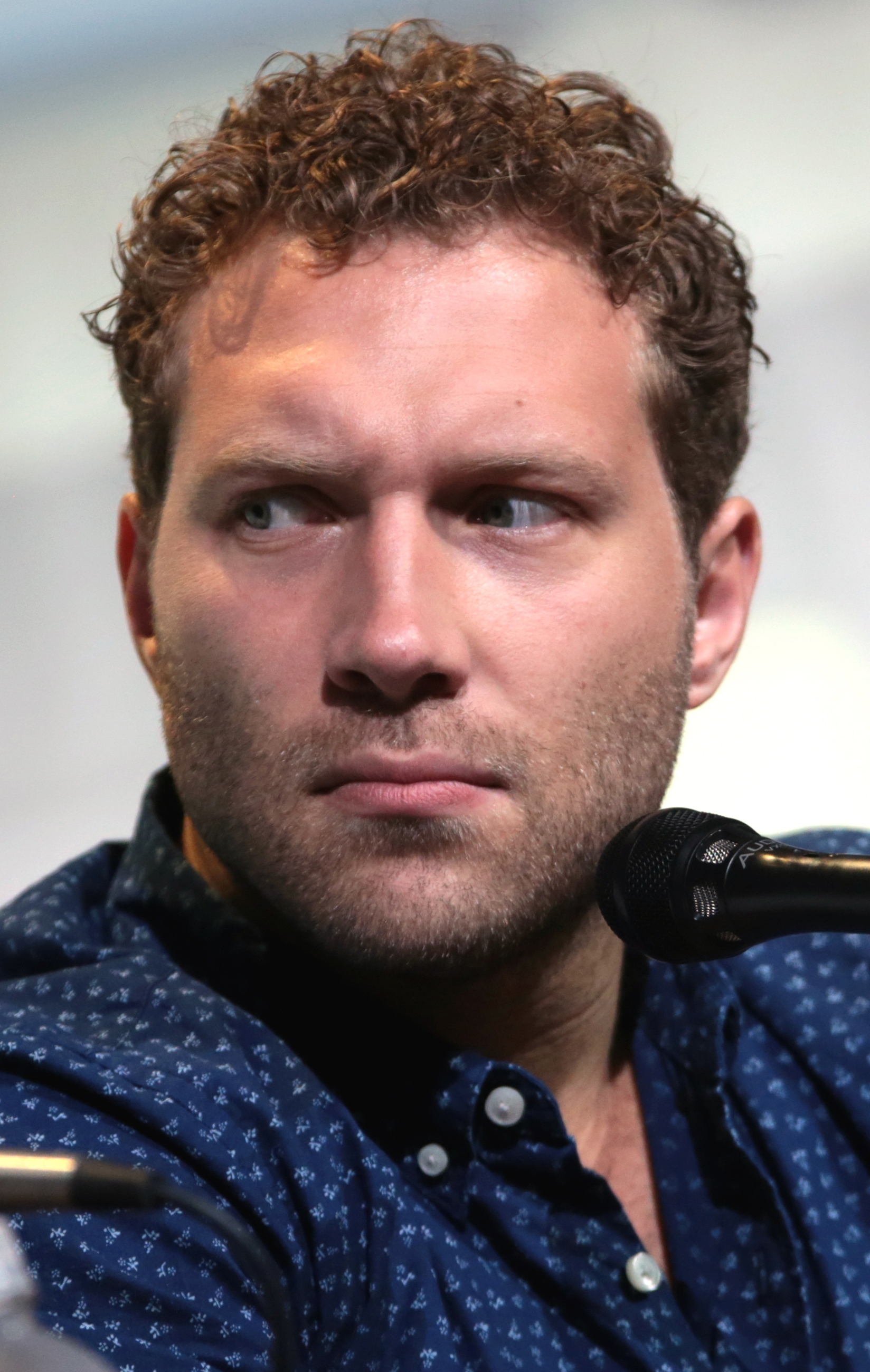
Jai Courtney verkörpert Captain Boomerang
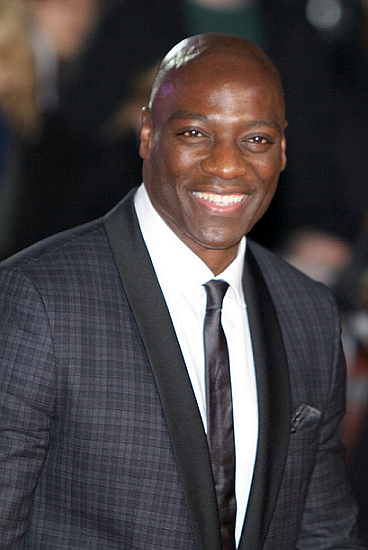
Adewale Akinnuoye-Agbaje verkörpert Killer Croc
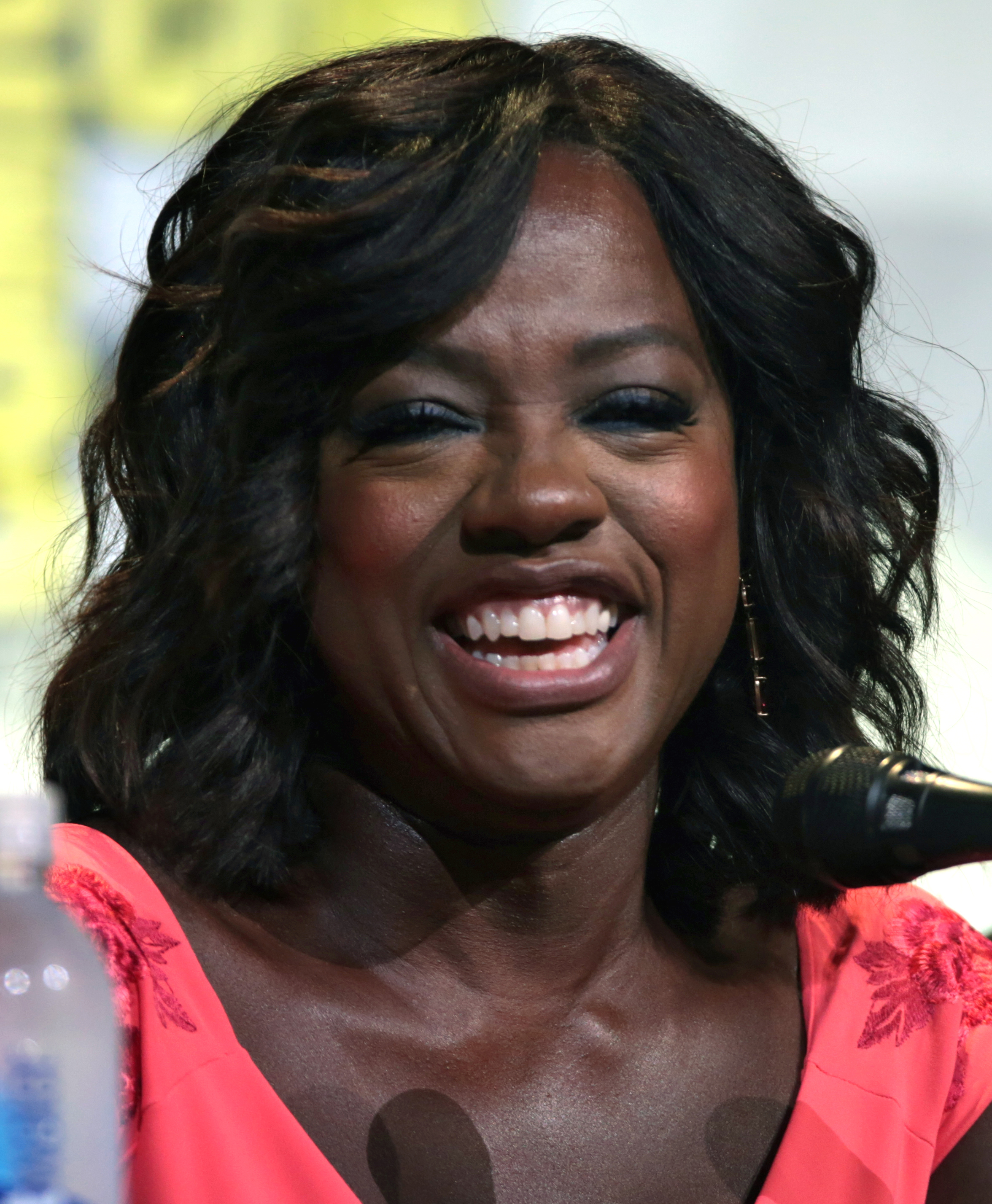
Viola Davis verkörpert Amanda Waller
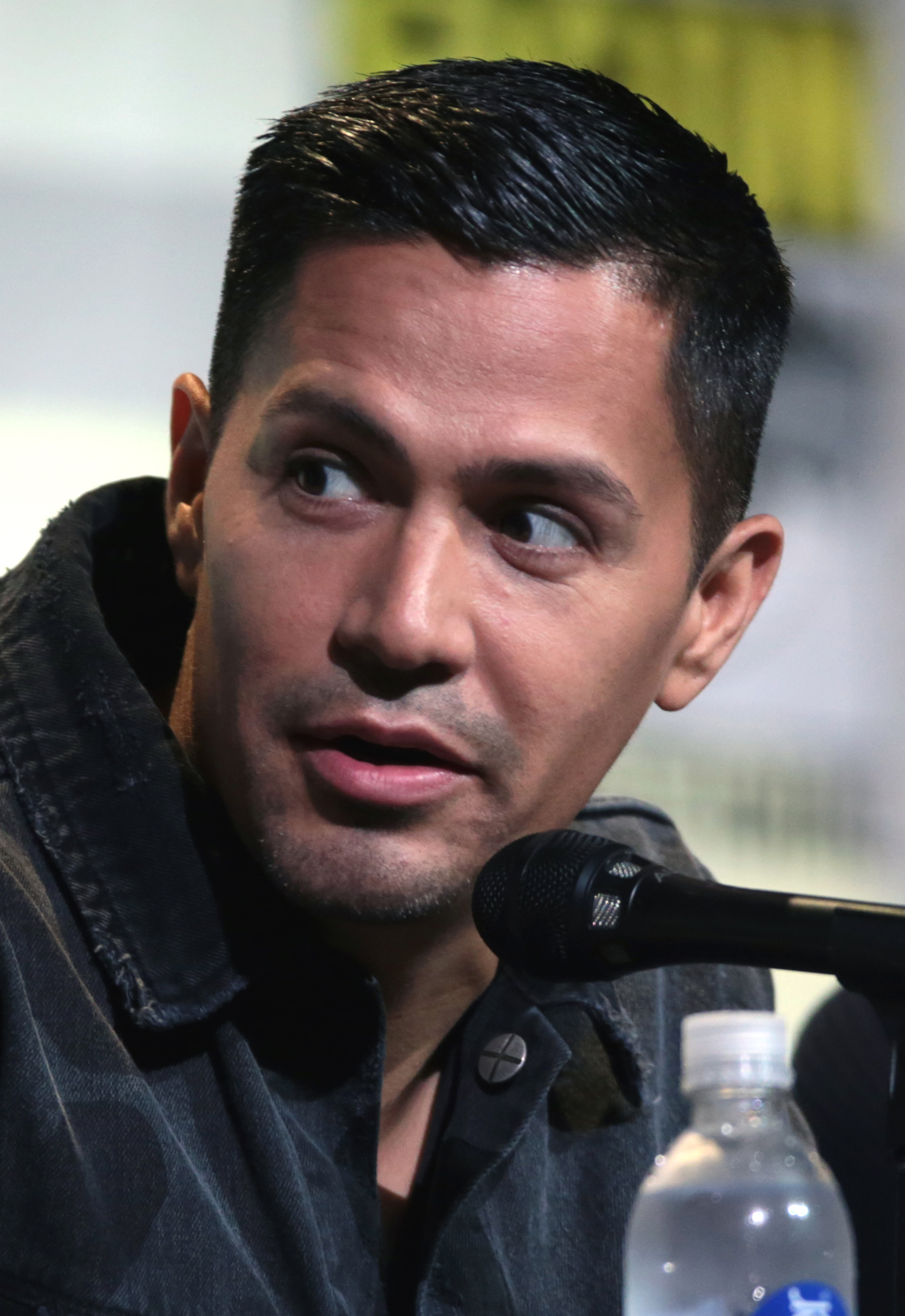
Jay Hernandez verkörpert El Diablo
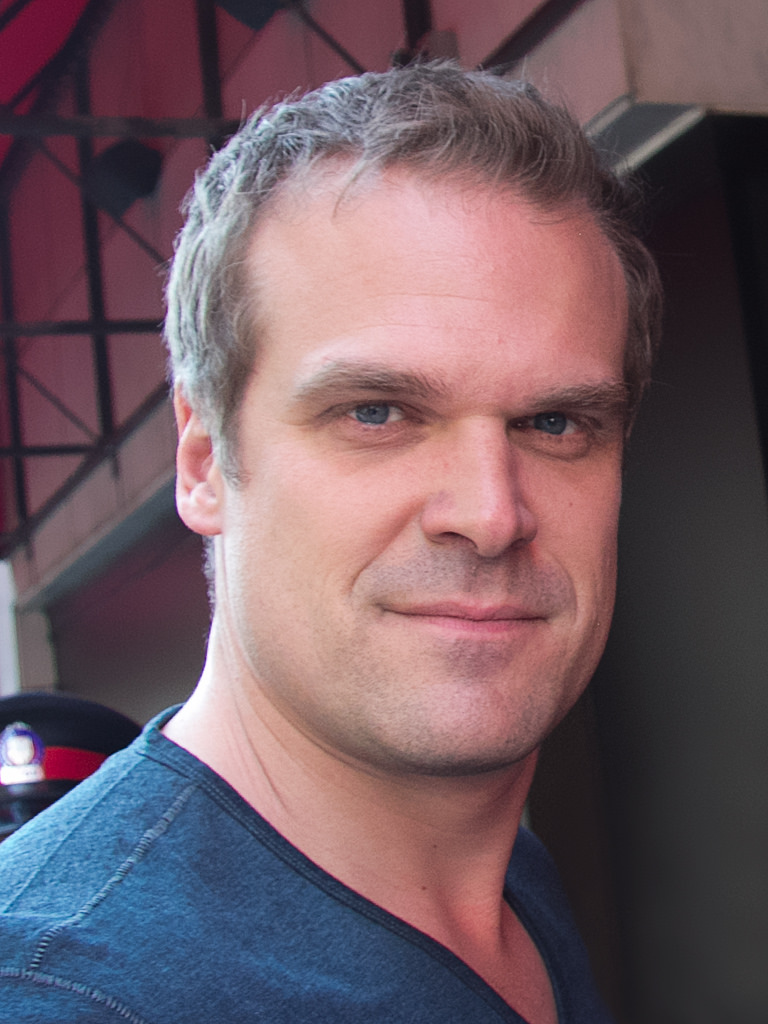
David Harbour verkörpert Dexter Tolliver
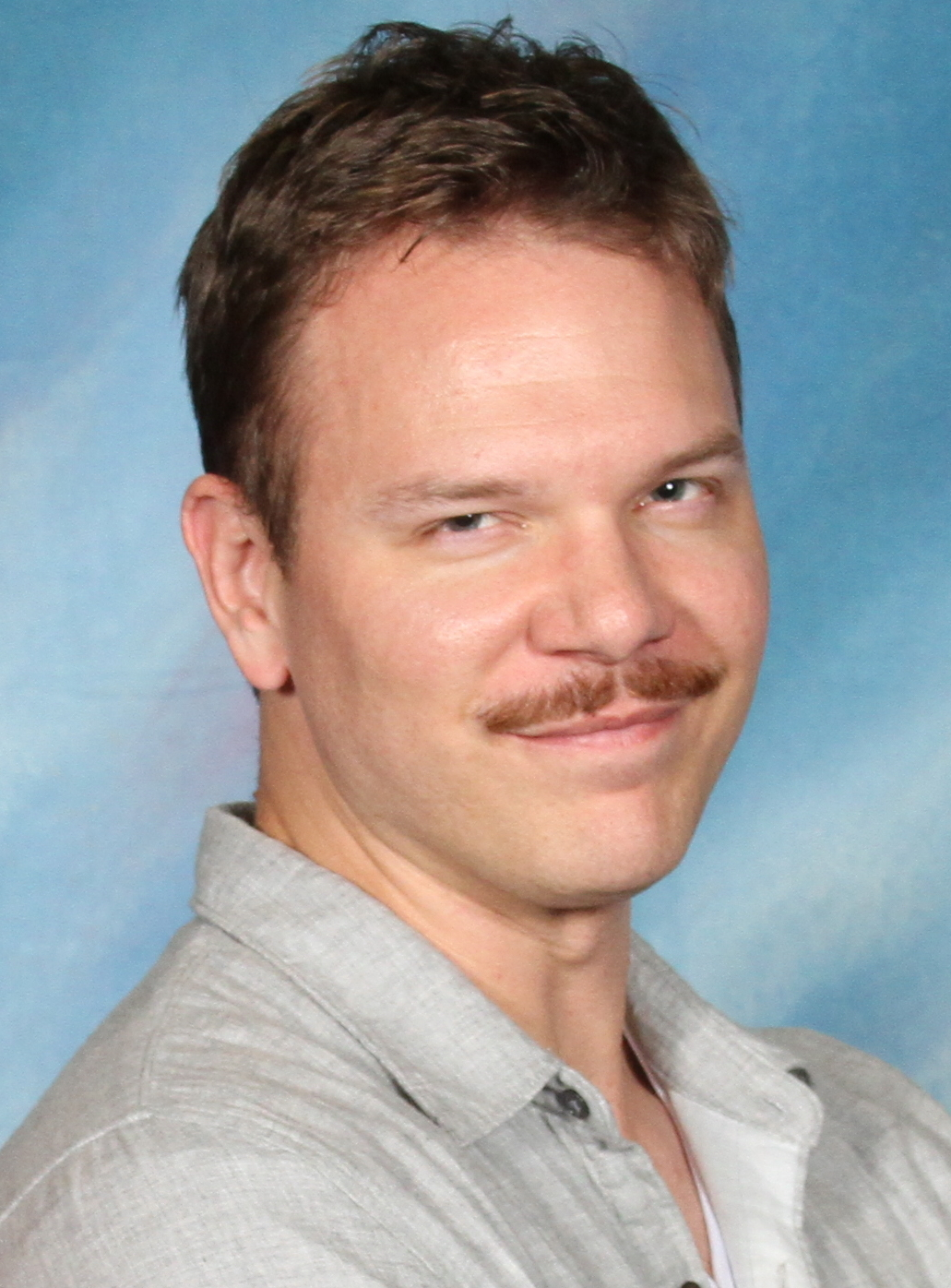
Jim Parrack verkörpert Frost
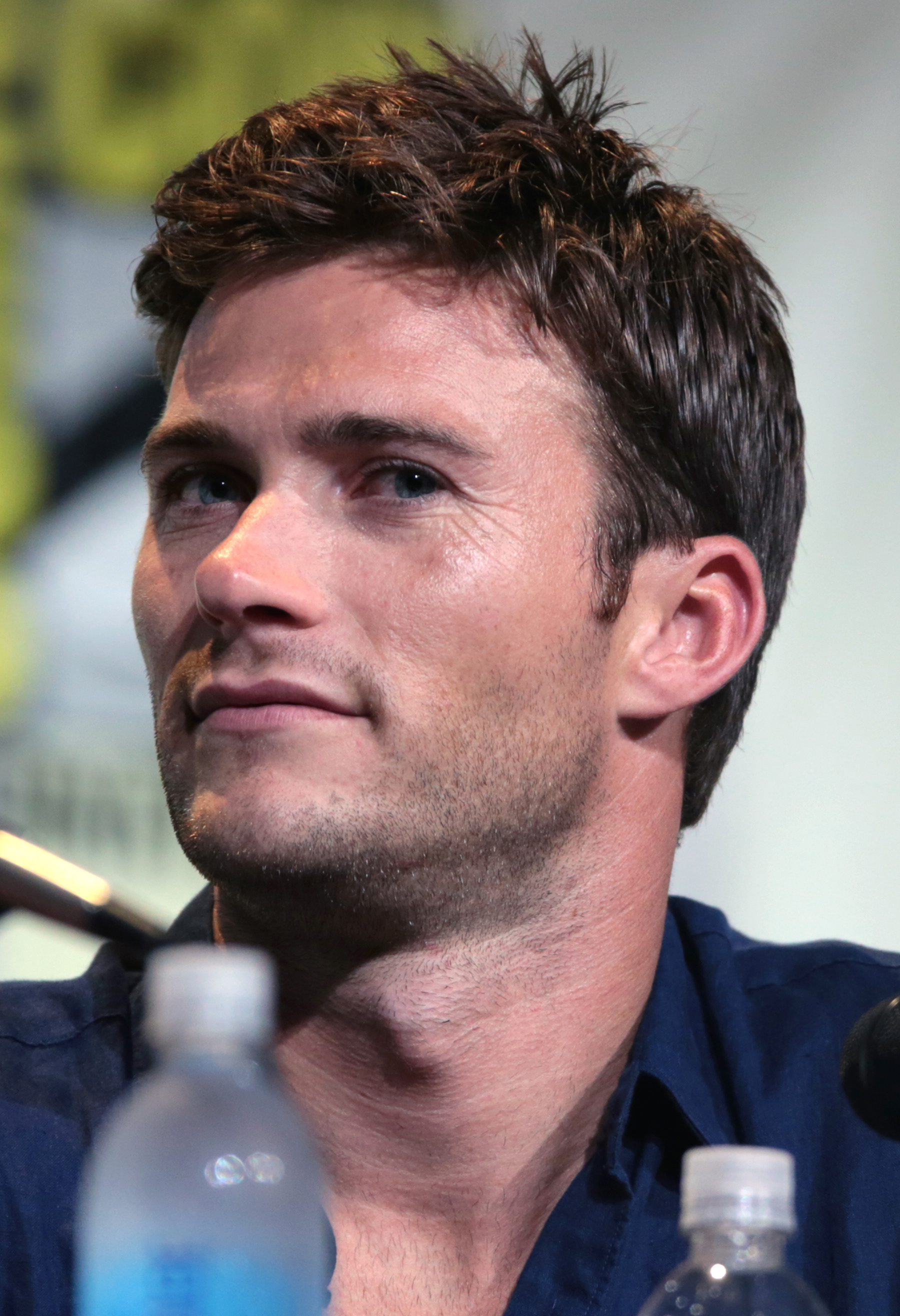
Scott Eastwood verkörpert Lieutenant GQ Edwards
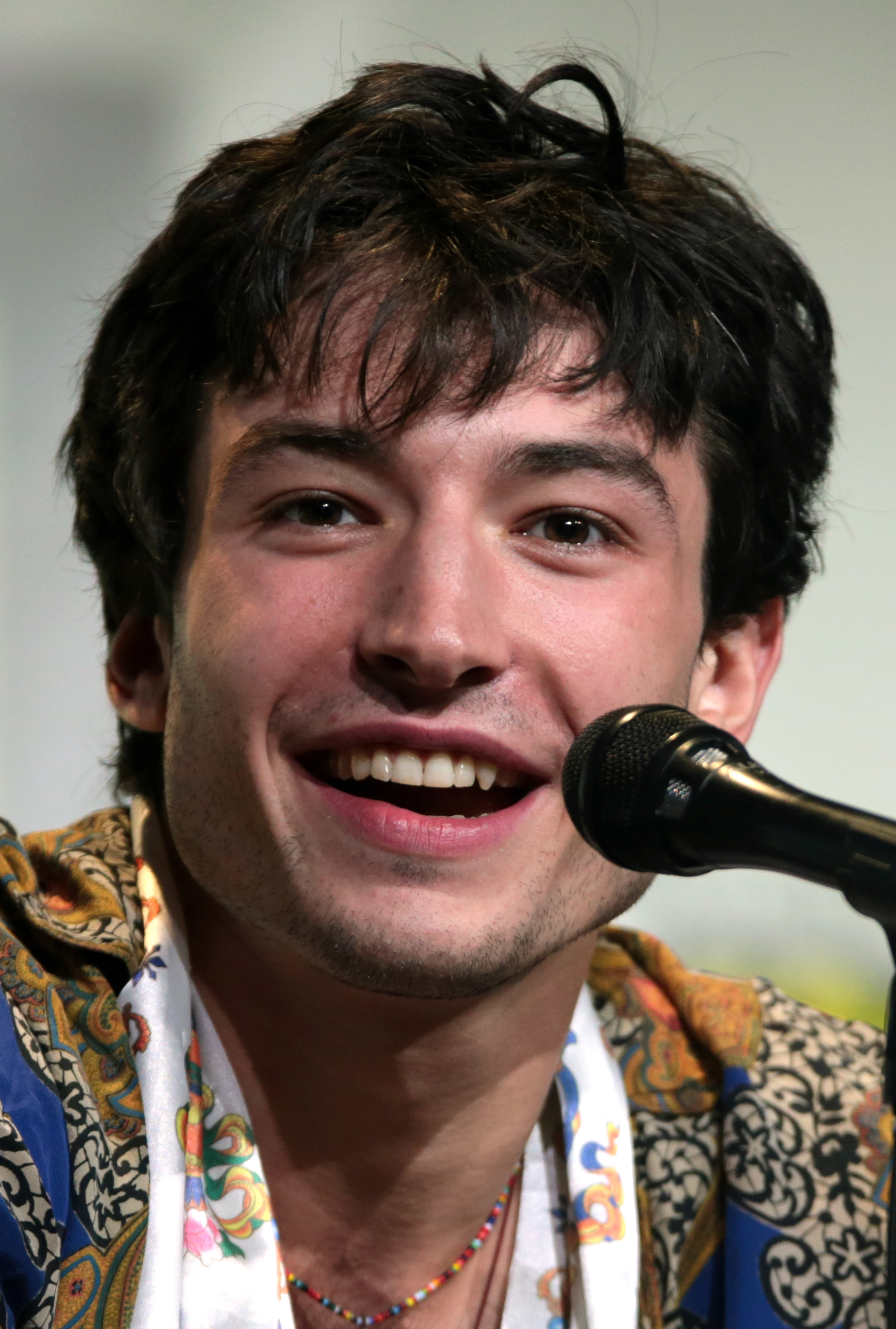
Ezra Miller verkörpert The Flash

### Dreharbeiten

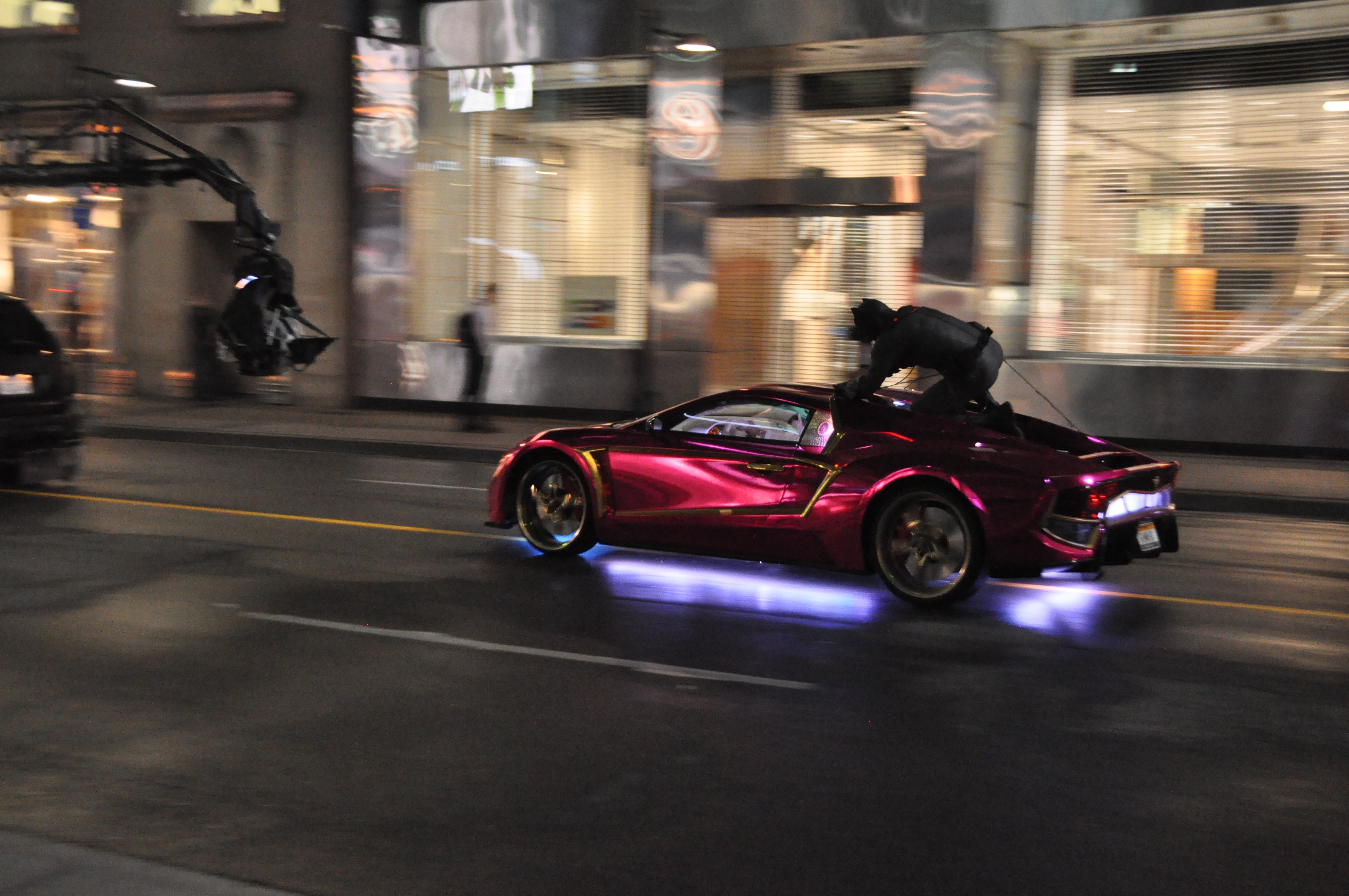
Dreharbeiten am 28. Mai 2015 in Toronto

Die Dreharbeiten sollten Mitte April in und um Toronto, Ontario, beginnen. Am 1. Dezember 2014 wurde bekannt, dass die Vorproduktion bereits zwei Monate vor dem Hauptdreh beginnen werde und dass die Pinewood Toronto Studios für die Arbeiten gebucht wurden. Die Arbeiten sollten im September abgeschlossen werden. Schließlich begann der Dreh am 15. April in Toronto. Die Arbeiten konnten im Vorfeld so eingeteilt werden, dass man den 30. August 2015 als das Ende der Dreharbeiten anstrebte. Neben den Studioaufnahmen wurde auch in Hy’s Steakhouse sowie in der Adelaide Street und an der Ching Lane eine Schneesturm-Szene aufgenommen. Am 5. Mai wurden einige aufwendig inszenierte Szenen in der Innenstadt von Toronto, in der Nähe von Yonge und Dundas Square, aufgenommen. Fünf Tage später wurde ein Stuntdouble von Ben Affleck in den Straßen Torontos gefilmt, während dieser im Batmobil den Joker und Harley Quinn verfolgt.
Während der Dreharbeiten engagierte Ayer einen Psychotherapeuten für das Set, da er Sorge hatte, dass die Darsteller ihre persönlichen Grenzen überschreiten könnten. Anfang August fanden schauspielerlose Dreharbeiten in der Stadt Chicago statt. Die Dreharbeiten endeten Ende August 2015 noch vor dem angestrebten Termin.
Anfang 2016 kam es zu Nachdrehs. Die Arbeiten sollen in Los Angeles drei Wochen lang im April 2016 stattgefunden haben.

### Synchronisation
| Rolle                                 | Darsteller               | Synchronsprecher  |
| ------------------------------------- | ------------------------ | ----------------- |
| Floyd Lawton / Deadshot               | Will Smith               | Jan Odle          |
| Dr. Harleen F. Quinzel / Harley Quinn | Margot Robbie            | Anne Helm         |
| Enchantress                           | Cara Delevingne          | Maximiliane Häcke |
| Rick Flag                             | Joel Kinnaman            | Martin Kautz      |
| Captain Boomerang                     | Jai Courtney             | Torben Liebrecht  |
| Waylon Jones / Killer Croc            | Adewale Akinnuoye-Agbaje | Milton Welsh      |
| Joker                                 | Jared Leto               | Stefan Kaminski   |
| Chato Santana / El Diablo             | Jay Hernández            | Marcel Collé      |
| Tatsu Yamashiro / Katana              | Karen Fukuhara           | Lina Rabea Mohr   |
| Amanda Waller                         | Viola Davis              | Martina Treger    |
| Lieutenant Edwards                    | Scott Eastwood           | Tim Knauer        |
| Bruce Wayne / Batman                  | Ben Affleck              | Peter Flechtner   |
| Barry Allen / The Flash               | Ezra Miller              | Patrick Baehr     |

### Marketing und Veröffentlichung
Bereits während der Vorproduktion veröffentlichte Ayer im Februar 2015 die ersten Setfotos auf Twitter. Nachdem weitere Setfotos veröffentlicht wurden, erschien auf der San Diego Comic Con im Juli 2015 der erste Trailer zum Film. Nachdem dieser im Internet geleakt wurde, veröffentlichte David Ayer den Trailer wenige Tage nach der Vorführung auf der San Diego Comic Con offiziell im Internet. Der zweite Trailer wurde am 19. Januar 2016 zum Special Dawn of the Justice League auf dem Fernsehsender The CW gezeigt. Am 10. April 2016, etwa zwei Wochen nach der Veröffentlichung von Batman v Superman: Dawn of Justice, wurde ein dritter Trailer veröffentlicht.
Der offizielle Filmstart in den Vereinigten Staaten war am 5. August 2016. Am 18. August 2016 kam Suicide Squad in die deutschen Kinos.
Auf Blu-ray wurde 2016 eine Extended Version des Films veröffentlicht, die rund 11 Minuten länger ist als die Kinofassung.

### Filmmusik
Am 5. August 2016 wurde mit Suicide Squad: The Album der offizielle Soundtrack zum Kinofilm veröffentlicht. Dieser beinhaltet 14 Lieder verschiedenster Künstler, stieg mit 182.000 verkauften Einheiten auf Platz 1 in die Billboard 200, die US-amerikanischen Album-Charts, ein und konnte sich dort drei Wochen halten. Auch in Neuseeland landete der Soundtrack auf Platz 1 der Album-Charts und erreichte ebenfalls Chartplatzierungen in Deutschland, Österreich, in der Schweiz und im Vereinigten Königreich. Drei Tage später erschien der Filmscore, komponiert von Steven Price. Mihnea Manduteanu spricht über das Ergebnis von einer „epischen Musik auf höchstem Niveau.“

## Roman
Im August 2016 wurde von Titan Books eine von Marv Wolfman geschriebene Roman-Adaption mit dem Titel Suicide Squad: The Official Movie Novelization veröffentlicht.

## Rezeption

### Altersfreigabe
In den USA wurde Suicide Squad von der MPAA wegen gewalttätiger Szenen, der Action im Gesamten, anzüglicher Inhalte und Sprache und wegen eines Verhaltens der Figuren, das verstörend wirken kann, mit PG-13 eingestuft. In Deutschland, wo der Film FSK 16 ist, heißt es in der Freigabebescheinigung: „Der bildgewaltige Film enthält zahlreiche Action- und Kampfszenen, bei denen es häufig auch zu Tötungen kommt. Jugendliche ab 16 Jahren sind fähig, diese Gewalthandlungen in den Kontext der realitätsfernen Comicgeschichte einzuordnen. Eine negative Vorbildwirkung steht daher nicht zu befürchten.“ In der Begründung der österreichischen Jugendmedienkommission (JMK), die sich für eine Freigabe ab 12 Jahren entschieden hat, steht: „Der actionreiche Film zeigt jede Form von Gewalt, ist aber klar als Fiktion erkennbar. […] Die vielen Tötungen wurden von der Kommission sehr kritisch aufgenommen, doch ist der Film weit von der Realität entfernt. Trotz der abzulehnenden Brutalität und Waffenverherrlichung besteht keine Nachahmungsgefahr. 12-Jährige können recht genau zwischen realer und fiktionaler Handlung unterscheiden.“

### Kritiken
Der Film konnte lediglich 26 Prozent der 390 Kritiker bei Rotten Tomatoes überzeugen.
Andreas Borcholte von Spiegel Online stellt sich die Frage, wie so viele schräge Figuren nur so schrecklich langweilen können und bezeichnet den Film als ein Himmelfahrtskommando ohne Witz. Ayer, der eigentlich ein Spezialist für moralisch hochgradig ambivalente Figuren und Team-Dynamiken sei, so Borcholte, scheine von der Fülle der zu etablierenden Figuren heillos überfordert gewesen zu sein. Hätte man sich im Film auf Deadshot und Quinn konzentriert, so Borcholte, sei vielleicht noch etwas zu retten gewesen.
Reto Baer von Radio SRF 3 bezeichnet Suicide Squad als zahmen und stumpfsinnigen Film, der auf ganzer Linie enttäusche. Joker gehöre gar nicht zum Selbstmordkommando, was Baer erwartet hatte, und komme deshalb nur am Rand vor. Zudem spiele ihn Jared Leto zwar schrill, aber überhaupt nicht beängstigend. Ein Grund, warum der Film so zahnlos geraten sei, sei möglicherweise, dass David Ayer einen Film machen musste, den in den USA auch Kinder sehen dürfen und dieser so statt verrückt, frech, anarchistisch und neu zu sein, spannungs-, humor- und überraschungslos geworden ist. Insgesamt waren viele Kinobesucher und Filmkritiker enttäuscht, dass im Vorfeld Fotos von Leto veröffentlicht wurden, die ihn in der Rolle von Joker zeigen und an Heath Ledger in The Dark Knight erinnern, die Figur im Film jedoch kaum eine Rolle spielt und nur in wenigen Szenen zu sehen ist. Einige Kritiker empfanden es sogar als Betrug, mit dem als Method Actor bekannten Schauspieler in dieser Form zu werben und ihn in den ersten Trailern zum Film zunächst als heimlichen Star der Geschichte zu verkaufen.

### Einspielergebnis
Trotz schlechter Kritiken konnte der Film nach seinem Kinostart in den USA allein am ersten Wochenende über 130 Millionen Dollar einspielen. Das Gesamtergebnis in den Vereinigten Staaten beträgt über 325 Millionen US-Dollar, wodurch sich Suicide Squad auf dem achten Platz der dort erfolgreichsten Filme des Jahres befindet (Stand: 20. November 2016). In Deutschland konnte der Film bislang über 1,6 Millionen Kinobesucher verzeichnen und steht damit auf Platz 17 der meistbesuchten Filme des Jahres (Stand 13. August 2017). Dem geschätzten Budget des Films von 175 Millionen US-Dollar stehen derzeit weltweit Einnahmen von über 745 Millionen US-Dollar gegenüber. Damit befindet sich der Film auf Platz 8 der weltweit erfolgreichsten Filme des Jahres 2016.

### Auszeichnungen (Auswahl)
Oscarverleihung 2017
- Auszeichnung in der Kategorie Bestes Make-up und Beste Frisuren

Goldene Himbeere 2017
- Nominierung in der Kategorie Schlechtester Nebendarsteller (Jared Leto)
- Nominierung in der Kategorie Schlechtestes Drehbuch (David Ayer)

Teen Choice Awards 2016
- Auszeichnung als Choice Movie Actress: AnTEENcipated (Cara Delevingne)
- Nominierung als Choice Movie Actor: AnTEENcipated (Will Smith)
- Nominierung als Choice Movie Actor: AnTEENcipated (Scott Eastwood)
- Nominierung als Choice Movie Actress: AnTEENcipated (Margot Robbie)
- Nominierung als Choice AnTEENcipated Movie[59]

### Pornoparodien
Zeitgleich mit dem Film veröffentlichte Wicked Pictures die von Axel Braun gedrehte Pornoparodie Suicide Squad XXX: An Axel Braun Parody, mit Asa Akira, Anna Bell Peaks, Charles Dera, Katy Kiss, Kleio Valentien, Lucas Frost, Lexington Steele, Riley Steele, Seth Gamble und Tommy Pistol in den Hauptrollen. Auch Digital Playground veröffentlichte eine Parodie mit Aria Alexander und Isiah Maxwell.

## Fortsetzungen
Suicide Squad ist der dritte Film aus dem DC Extended Universe. Am 17. November 2017 erschien der Film Justice League, in dem unter anderem Batman als Teil eines Superheldenteams, der Justice League, auf die Kinoleinwand zurückkehrte. Für den 14. Juni 2019 war zunächst der zweite Teil Justice League 2 angekündigt worden – wiederum unter der Regie von Zack Snyder –, später wurde die Fortsetzung jedoch auf unbestimmte Zeit verschoben.
Die Fortsetzung von Suicide Squad selbst wurde im März 2016 angekündigt, noch vor dem eigentlichen Kinostart. Im Februar 2017 veröffentlichte das Studio eine Shortlist von potenziellen Regisseuren, darunter Mel Gibson, Jonathan Levine, Ruben Fleischer und Daniel Espinosa. Im März wurde Adam Cozad engagiert, um das Drehbuch zu verfassen. Wegen Verzögerungen bei der Erarbeitung des Drehbuchs schied Gibson aus dem Projekt aus, während im Juli Jaume Collet-Serra als Vorzugsregisseur benannt wurde. Zak Penn verfasste zwischenzeitlich ein Treatment und bemerkte, dass derzeit ein neues Drehbuch erarbeitet werde. Später schied auch Collet-Serra als Regisseur aus. Im selben Monat, im Juli 2017, wurde der Filmtitel auf der San Diego Comic-Con offiziell mit Suicide Squad 2 bekanntgegeben. Darüber hinaus wurde bestätigt, dass Leto in seiner Rolle als Joker zurückkehren werde. Im September 2017 wurde als Drehbuchautor und Regisseur offiziell Gavin O’Connor vorgestellt. Die Produktion sollte Mitte 2018 beginnen. O’Connor verließ jedoch das Projekt, weil es kreative Differenzen gab. Im Januar 2019 wurde James Gunn als Drehbuchautor und Regisseur des Films bestätigt und der Film bekam den Namen The Suicide Squad. Der zweite Suicide Squad-Film sollte keine direkte Fortsetzung des ersten Films sein, sondern eine Neuinterpretation. Im März 2019 wurde bekanntgegeben, dass Deadshot statt von Will Smith im zweiten Teil von Idris Elba gespielt werden sollte. Doch dann revidierte man den Plan und ließ Idris Elba in The Suicide Squad als Bloodsport auftreten, um Smith in künftigen DCEU-Filmen eine Rückkehr zu ermöglichen. Im September 2019 wurde der komplette Cast auf Twitter bekanntgegeben.